# Râul Colnic, Bâsca Chiojdului
Râul Colnic este un curs de apă, afluent al râului Bâsca Chiojdului. 